# Campionati del mondo di atletica leggera indoor 2012 - 1500 metri piani femminili
I 1500 m si sono tenuti il 9 marzo (18:30) ed il 10 marzo (18:00).

## Risultati

### Batterie
Si qualificano alla finale le prime 3 di ogni batteria più i 3 migliori tempi.
| Pos. | Batt. | Nome                   | Nazione                | Tempo   | Note          |
| ---- | ----- | ---------------------- | ---------------------- | ------- | ------------- |
| 1    | 2     | Mariem Alaoui Selsouli | Marocco (bandiera)     | 4:08.56 | Q             |
| 2    | 2     | Hind Dehiba            | Francia (bandiera)     | 4:08.78 | Q             |
| 3    | 2     | Tizita Bogale          | Etiopia (bandiera)     | 4:08.91 | Q             |
| DQ   | 2     | Elena Arzhakova        | Russia (bandiera)      | 4:09.15 | q, SB, Doping |
| DQ   | 2     | Aslı Çakır Alptekin    | Turchia (bandiera)     | 4:09.30 | q, NR, Doping |
| 4    | 2     | Angelika Cichocka      | Polonia (bandiera)     | 4:09.50 | q             |
| 5    | 1     | Genzebe Dibaba         | Etiopia (bandiera)     | 4:11.17 | Q             |
| 6    | 2     | Brenda Martinez        | Stati Uniti (bandiera) | 4:11.30 |               |
| 7    | 1     | Isabel Macías          | Spagna (bandiera)      | 4:11.53 | Q             |
| DQ   | 1     | Natallia Kareiva       | Bielorussia (bandiera) | 4:11.64 | Q, Doping     |
| 8    | 1     | Siham Hilali           | Marocco (bandiera)     | 4:11.69 |               |
| DQ   | 1     | Anzhelika Shevchenko   | Ucraina (bandiera)     | 4:12.78 | Doping        |
| 9    | 1     | Luiza Gega             | Albania (bandiera)     | 4:13.45 |               |
| 10   | 1     | Sara Vaughn            | Stati Uniti (bandiera) | 4:17.46 |               |
| 11   | 1     | Ioana Doaga            | Romania (bandiera)     | 4:17.50 |               |

### Finale
9 athletes from 8 countries participated.
| Pos. | Nome                   | Nazione                | Tempo   | Note       |
| ---- | ---------------------- | ---------------------- | ------- | ---------- |
| 1    | Genzebe Dibaba         | Etiopia (bandiera)     | 4:05.78 |            |
| 2    | Mariem Alaoui Selsouli | Marocco (bandiera)     | 4:07.78 |            |
| DQ   | Aslı Çakır Alptekin    | Turchia (bandiera)     | 4:08.74 | NR, Doping |
| DQ   | Natallia Kareiva       | Bielorussia (bandiera) | 4:10.12 | Doping     |
| 3    | Hind Déhiba            | Francia (bandiera)     | 4:10.30 |            |
| 4    | Tizita Bogale          | Etiopia (bandiera)     | 4:10.98 |            |
| DQ   | Elena Arzhakova        | Russia (bandiera)      | 4:13.04 | Doping     |
| 5    | Angelika Cichocka      | Polonia (bandiera)     | 4:14.57 |            |
| 6    | Isabel Macías          | Spagna (bandiera)      | 4:22.40 |            |